# Trofeo Città di San Vendemiano 2022
Il Trofeo Città di San Vendemiano 2022, sessantaduesima edizione della corsa, valida come prova di classe 1.2U dell'UCI Europe Tour 2022, si svolse il 27 marzo 2022 su un percorso di 179,6 km, con partenza e arrivo a San Vendemiano, in Italia. La vittoria fu appannaggio dell'italiano Federico Guzzo, il quale completò il percorso in 4h22'23", precedendo il croato Fran Miholjević e il colombiano Germán Dario Gómez.

## Squadre e corridori partecipanti
| N.    | Cod. | Squadra                            |
| ----- | ---- | ---------------------------------- |
| 1-5   | CPK  | Team Colpack Ballan                |
| 6-10  | ZEF  | Zalf Euromobil Fior                |
| 11-15 |      | U.C. Trevigiani Energiapura        |
| 16-20 | GEF  | General Store-Essegibi-F.lli Curia |
| 21-25 |      | Aran Cucine-Vejus                  |
| 26-30 |      | A.R. Monex Pro Cycling Team        |
| 31-35 | AQD  | Astana Qazaqstan Development       |
| 36-40 | BCF  | Bardiani-CSF-Faizanè               |
| 41-45 | BIE  | Biesse-Carrera                     |
| 46-50 | CAR  | Carnovali-Rime                     |
| 51-55 | CTA  | Colombia Tierra de Atletas-GW      |
| 56-60 | CTF  | Cycling Team Friuli                |
| 61-64 | ZAT  | D'Amico UM Tools                   |
| 65-69 |      | Eolo-Kometa U23                    |
| 70-74 | GAL  | Gallina Ecotek Lucchini Colosio    |
| 75-79 |      | #inEmiliaRomagna Cycling Team      |
| 80-84 | LGS  | Ljubljana Gusto Santic             |

| N.      | Cod. | Squadra                         |
| ------- | ---- | ------------------------------- |
| 85-89   |      | Mastromarco Sensi Nibali        |
| 90-94   | UKR  | Ucraina                         |
| 95-99   |      | SC Valle Seriana-Cene           |
| 100-104 |      | Solme-Imesa-Olmo                |
| 105-109 |      | Gaiaplast Bibanese              |
| 110-114 | TND  | Team Novo Nordisk Development   |
| 115-119 | T4Q  | Team Qhubeka                    |
| 120-124 | TIR  | Tirol KTM Cycling Team          |
| 125-129 |      | Trentino Cycling Team U23       |
| 130-134 |      | UC Monaco                       |
| 135-139 |      | Velo Club Mendrisio             |
| 140-144 |      | Velo Plus Racing Team Palazzago |
| 145-148 |      | Viris Vigevano                  |
| 149-153 |      | Holdsworth Zappi Team           |
| 154-158 |      | Cycling Team Valcavasia         |
| 159-163 |      | Sissio Team                     |
| 164-168 |      | Pedale Scaligero                |

## Ordine d'arrivo (Top 10)
| Pos. | Corridore          | Squadra     | Tempo    |
| ---- | ------------------ | ----------- | -------- |
| 1    | Federico Guzzo     | Zalf        | 4h22'23" |
| 2    | Fran Miholjević    | CTF         | a 7"     |
| 3    | Germán Dario Gómez | Colombia    | s.t.     |
| 4    | Dylan Hopkins      | Ljubljana   | a 22"    |
| 5    | Mattia Petrucci    | Colpack     | a 24"    |
| 6    | Anders Foldager    | Biesse      | s.t.     |
| 7    | Sergio Meris       | Colpack     | s.t.     |
| 8    | Martin Marcellusi  | Bardiani    | s.t.     |
| 9    | Samuele Carpene    | General St. | s.t.     |
| 10   | Alessandro Baroni  | Colpack     | s.t.     |